# 澗松美術館
澗松美術館（韓語：간송미술관）是坐落于大韩民国首爾城北區城北洞的美術館及博物館。由于害怕朝鮮日治時期朝鮮美術・工艺品・古書等流失国外，全鎣弼以個人之力收集大量作品，1938年成立朝鮮第一个近代的私立美術館“宝華閣”。全鎣弼死後，1966年韓国民俗美術研究所設立，附属该美術館，改名为全鎣弼的雅号“澗松”。
藏有訓民正音・東國正韻原本等大韩民国国宝，金弘道・申潤福風俗画、高丽青瓷等。質・量都是韓国一流。毎年5月与10月开馆2週、其他时间闭馆。
於大邱設有大邱分館。

## 所蔵品

青瓷象嵌云鹤文梅瓶（大韩民国国宝第68号）
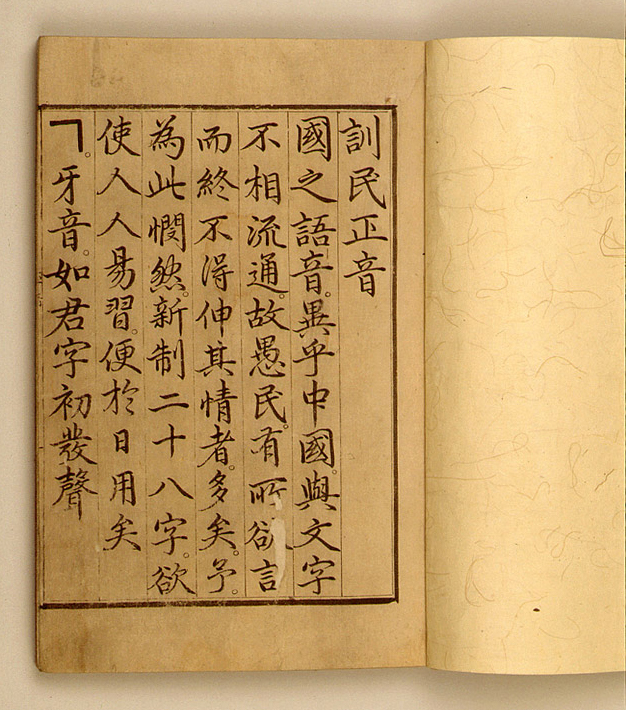
「訓民正音」（大韓民国国宝第70号）
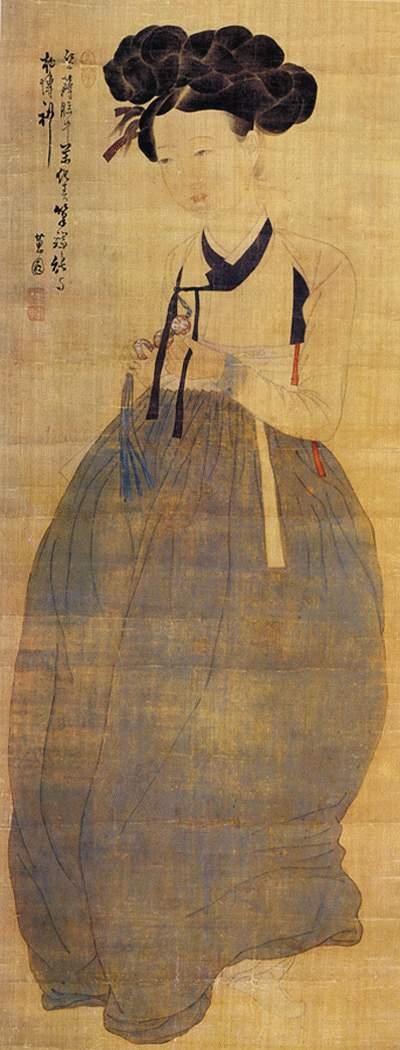
申潤福「美人图」
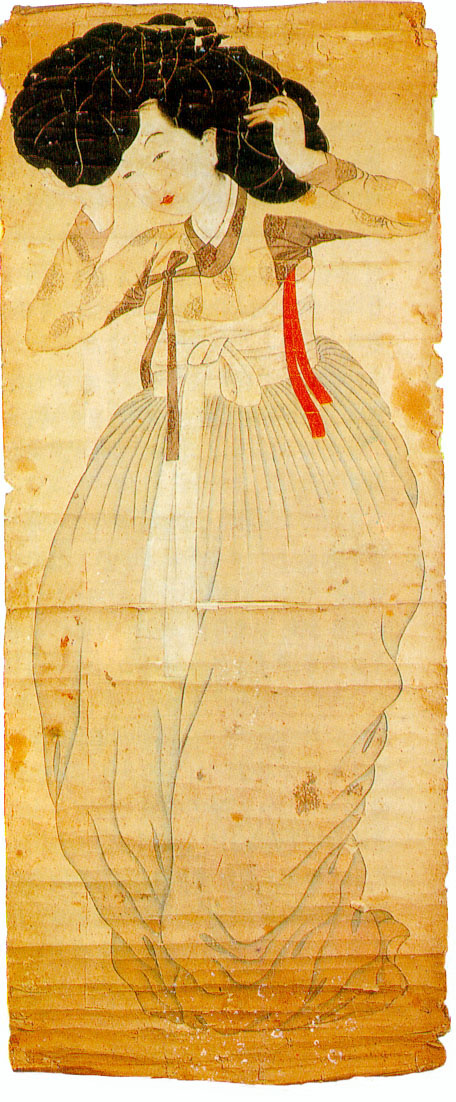
「美人图」（作者未詳、海南尹氏宗家所蔵）
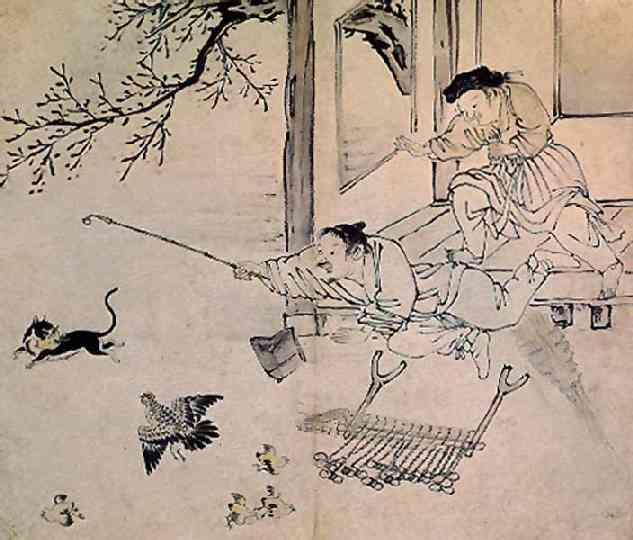
金得臣「破寂圖」
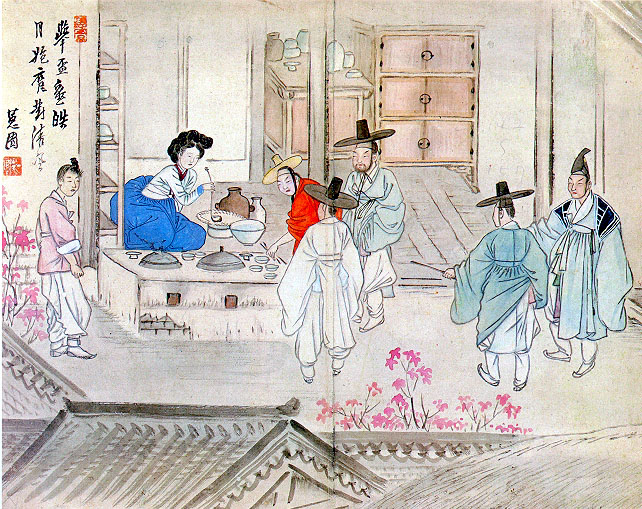
申潤福「酒肆擧盃」
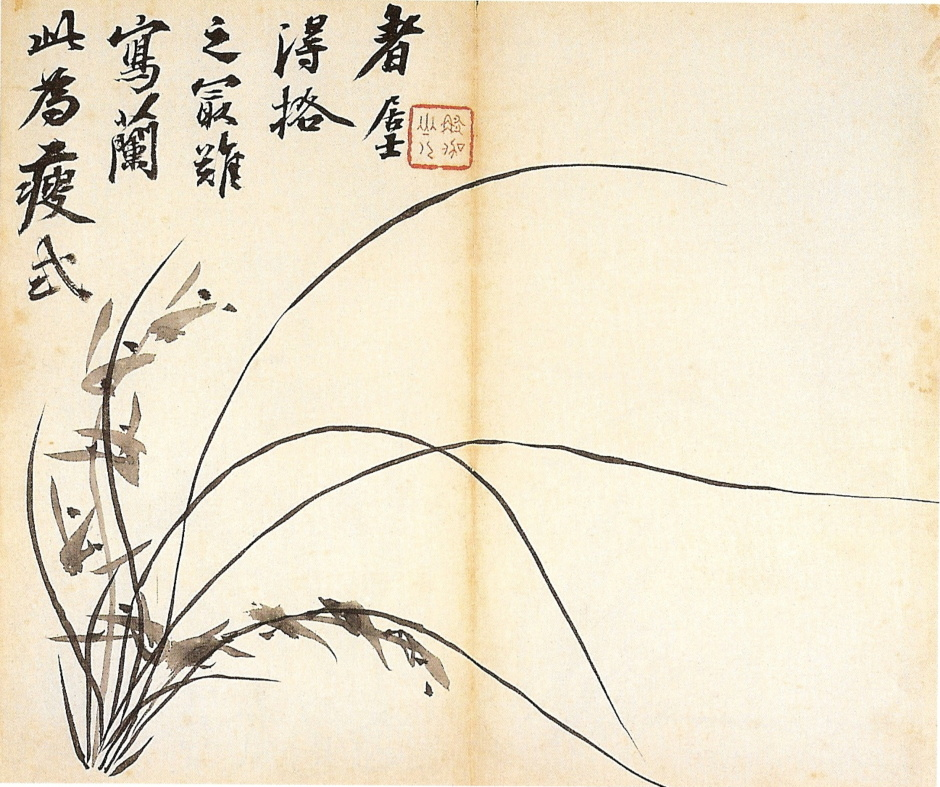
金正喜「瘦式得格」
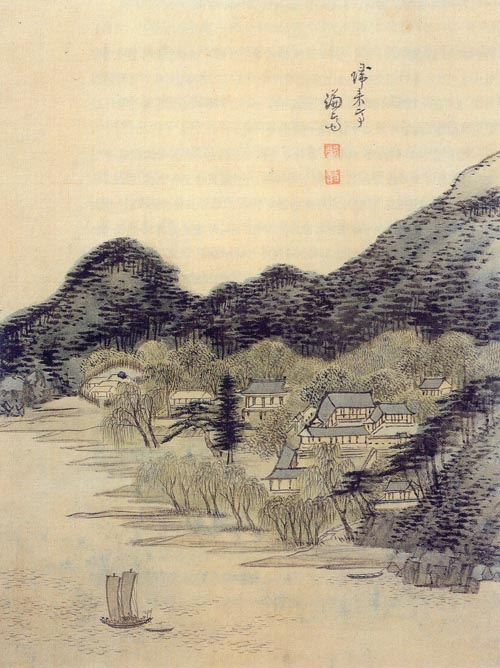
鄭敾「歸來亭」